# Eleccions legislatives islandeses de 1953
Les eleccions legislatives islandeses de 1953 es van dur a terme el 28 de juny d'aquest any per a escollir als membres de l'Alþingi. El més votat fou el Partit de la Independència i Ólafur Thors fou primer ministre d'Islàndia d'un govern de coalició amb els progressistes.

## Resultats electorals
| Partits                 | Partits                               | Vots   | %     | Escons per cambra | Escons per cambra | Escons per cambra | Escons per cambra |
| Partits                 | Partits                               | Vots   | %     | Baixa             | +/−               | Alta              | +/−               |
| ----------------------- | ------------------------------------- | ------ | ----- | ----------------- | ----------------- | ----------------- | ----------------- |
|                         | Partit de la Independència (D)        | 28.738 | 37,12 | 14 / 35           | 1                 | 7 / 17            | 1                 |
|                         | Partit Progressista (B)               | 16.959 | 21,91 | 10 / 35           | 1                 | 6 / 17            | =                 |
|                         | Partit Socialista (C)                 | 12.422 | 16,05 | 5 / 35            | 1                 | 2 / 17            | 1                 |
|                         | Partit Socialdemòcrata (A)            | 12.093 | 15,62 | 4 / 35            | 1                 | 2 / 17            | =                 |
|                         | Partit de la Preservació Nacional (F) | 4.667  | 6,03  | 2 / 35            | Nou               | 0 / 17            | Nou               |
|                         | Partit Republicà (E)                  | 2.531  | 3,27  | 0 / 35            | Nou               | 0 / 17            | Nou               |
|                         |                                       |        |       |                   |                   |                   |                   |
| Vots vàlids             | Vots vàlids                           | 77.410 | 98,29 |                   |                   |                   |                   |
| Vots blancs i nuls      | Vots blancs i nuls                    | 1.344  | 1,71  |                   |                   |                   |                   |
| Total                   | Total                                 | 78.754 | 100   | 35                | =                 | 17                | =                 |
| Abstenció               | Abstenció                             | 8.847  | 10,10 |                   |                   |                   |                   |
| Inscrits / participació | Inscrits / participació               | 87.601 | 89,90 |                   |                   |                   |                   |